# Понд-хоккей
Понд-хоккей — это форма хоккея на льду, похожая по своему смыслу и внешнему виду на традиционный хоккей с шайбой, но по упрощенным правилам и преимущественно на льду естественных водоемов. Площадка для игры составляет от 50 до 80 процентов размера стандартного катка и не имеет высоких бортов и остекления.
Игра проходит в формате 4 на 4, без вратарей. Запрещены силовые приемы и броски выше конька, поэтому хоккейная экипировка не обязательна.
Ворота представляют собой деревянный короб с двумя ячейками по бокам, середина глухая. Высота 20-25 см, ширина 183 см, ширина серединной перегородки 120 см.
Существуют различные турниры: Чемпионат мира, Европейский чемпионат, Чемпионты России, Германии, Финляндии и тд.